# Champs-Romain
Champs-Romain é uma comuna francesa na região administrativa da Nova Aquitânia, no departamento Dordonha. Estende-se por uma área de 20,69 km². Em 2010 a comuna tinha 293 habitantes (densidade: 14,2 hab./km²).